# Louis Plaidy

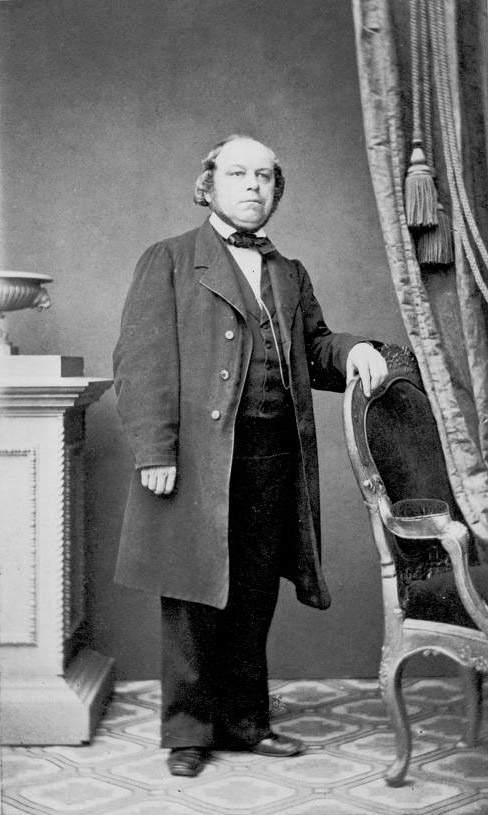
Louis Plaidy

Louis Plaidy (* 28. November 1810 in Hubertusburg, Sachsen; † 3. März 1874 in Grimma) war ein deutscher Pianist, Klavierpädagoge und Komponist.

## Leben
Plaidy studierte in Dresden bei Albert Agthe (Klavier) und Ludwig Haase (Violine). Ab 1831 wirkte er in Leipzig als Konzert- und Orchestergeiger sowie als Klavierlehrer. 1843 verpflichtete ihn Felix Mendelssohn Bartholdy als Klavierpädagoge an das Leipziger Konservatorium, an dem er bis 1865 tätig war. Danach arbeitete er als Privatlehrer.
Unter seinen Schülern waren Dudley Buck, Hans von Bülow, Frederic Hymen Cowen, Felix Draeseke, Gustave Gagnon, Edvard Grieg, Michael Maybrick, James Cutler Dunn Parker, Oscar Paul, Julius Röntgen, Ernst Rudorff, Samuel Sanford, Hermann Scholtz, Gustav Schreck, Arthur Sullivan und Bruno Zwintscher.
Weite Verbreitung fanden seine Technischen Studien, die auch ins Englische, Französische und Italienische übersetzt wurden. Von seinen Kompositionen erschienen nur einige Lieder im Druck.
Louis Plaidy hatte französische Vorfahren: Louis Plaidy (1772 in Orléans – 1855 in Grimma) war Fabrikant von Stein- und Schieferpergament und ließ seit ca. 1810 in Wermsdorf und ab 1840 in Grimma Schreibtafeln herstellen.

## Kompositionen (Auswahl)
- Vier Lieder op. 10, Leipzig: Whistling, 1842

## Pädagogische Werke
- Technische Studien für das Pianofortespiel. Eingeführt im Conservatorium der Musik zu Leipzig, Leipzig: Breitkopf & Härtel, 1852; 2. Aufl. 1856; 3. Aufl. 1868
- Der Clavierlehrer, Leipzig: Breitkopf & Härtel, 1874